# Albert Bessler
Albert Bessler (* 15. Februar 1905 in Hamburg; † 3. Dezember 1975 in Berlin) war ein deutscher Schauspieler, Theaterregisseur, Autor und Dramaturg.

## Leben
Der gelernte Bankkaufmann nahm Schauspielunterricht, ehe er 1927 sein Schauspieldebüt in Hamburg feierte. Es folgten Stationen an Bühnen in Beuthen, Wuppertal und als Schauspieler der Truppenbetreuung im Russlandfeldzug. Erste Filmerfahrung sammelte er bereits 1942 in dem Propagandafilm Fronttheater für die Terra Film.
Nach dem Zweiten Weltkrieg arbeitete Bessler zunächst als Darsteller am Schlosspark Theater in Berlin-Steglitz, als das Schlossparktheater Teil des Schillertheaters und zum Staatstheater ernannt wurde. Später wurde er Regisseur und Chefdramaturg sowie stellvertretender Intendant der Staatlichen Schauspielbühnen Berlin. 1972 wurde Bessler zum Ehrenmitglied ernannt, als er sich wegen einer schweren Krankheit von der Theaterarbeit zurückzog.
Neben seiner Theaterarbeit wirkte Bessler auch in Nachkriegsfilmen mit. Neben dem DEFA-Film Die blauen Schwerter aus dem Jahr 1949 spielte er vorwiegend in Produktionen westdeutscher Filmgesellschaften mit. Zu seinen bekanntesten Filmrollen zählen sicherlich einige Edgar-Wallace-Filme, wie Der Zinker und die Doktor-Mabuse-Filmreihe. Seine bekannteste Fernsehrolle ist sicherlich jene des zwielichtigen Arztes Dr. Norman Swanson in dem Francis-Durbridge-Krimiklassiker Melissa.
Er war bis zu seinem Tod in zweiter Ehe mit der Schauspielerin Else Reuss verheiratet.
Albert Bessler starb 1975 im Alter von 70 Jahren in Berlin. Sein Grab befindet sich auf dem Friedhof Wannsee II in Berlin-Wannsee. Als Grabmarkierung dient eine gesockelte Stele aus grauem Granit.

## Filmografie

### Kinofilme
- 1942: Fronttheater
- 1948: Berliner Ballade
- 1949: Die blauen Schwerter
- 1954: Das ideale Brautpaar
- 1958: Gestehen Sie, Dr. Corda!
- 1958: Unruhige Nacht
- 1958: Majestät auf Abwegen
- 1959: Aus dem Tagebuch eines Frauenarztes
- 1959: Menschen im Hotel
- 1959: Das Totenschiff
- 1960: Das kunstseidene Mädchen
- 1960: Liebling der Götter
- 1960: Der Rächer
- 1960: Schachnovelle
- 1960: Die 1000 Augen des Dr. Mabuse
- 1960: Die Fastnachtsbeichte
- 1960: Die junge Sünderin
- 1960: Der letzte Zeuge
- 1961: Unter Ausschluß der Öffentlichkeit
- 1961: Im Stahlnetz des Dr. Mabuse
- 1961: Die seltsame Gräfin
- 1962: Das Geheimnis der schwarzen Koffer
- 1962: Ich kann nicht länger schweigen
- 1962: Eheinstitut Aurora
- 1962: Das Testament des Dr. Mabuse
- 1963: Der Zinker
- 1963: Der Würger von Schloss Blackmoor
- 1963: Ferien wie noch nie
- 1963: Scotland Yard jagt Dr. Mabuse
- 1963: Der Henker von London
- 1963: Piccadilly null Uhr zwölf
- 1964: Der Fall X 701
- 1965: Neues vom Hexer
- 1965: Vergeltung in Catano
- 1966: Lange Beine – lange Finger
- 1966: Der Bucklige von Soho
- 1967: Die blaue Hand
- 1968: Dynamit in grüner Seide
- 1974: Sie sind frei, Dr. Korczak

### Fernsehen
- 1964: Das Haus der Schlangen
- 1965: Krimi-Quiz – Amateure als Kriminalisten
- 1965: Romulus der Große
- 1966: Melissa
- 1968: Mexikanische Revolution
- 1968: Die Stimme im Glas
- 1968: Madame Bovary
- 1969: Spion unter der Haube
- 1969: Waterloo
- 1970: Das Bastardzeichen
- 1970: Schlagzeilen über einen Mord
- 1970: Miss Molly Mill: Mumienschanz
- 1970: Miss Molly Mill: Der Gärtner war es
- 1970: Gneisenau – Die politische Auflehnung eines Soldaten
- 1970: General Oster – Verräter oder Patriot?
- 1971: Narrenspiegel
- 1972: Altersheim
- 1973: Die Kriminalerzählung: Mann vermißt
- 1975: Derrick: Kamillas junger Freund

## Theater

### Schauspieler
- 1947: William Shakespeare: Der Widerspenstigen Zähmung (Ein Lord) – Regie: Boleslaw Barlog (Schlosspark Theater Berlin)
- 1948: Carl Zuckmayer: Des Teufels General (Baron Pflungk) – Regie: Boleslaw Barlog (Schlosspark Theater Berlin)
- 1948: Gotthold Ephraim Lessing: Minna von Barnhelm (Graf von Bruchsall) – Regie: Willi Schmidt (Schlosspark Theater Berlin)
- 1949: William Shakespeare: Der Sturm (Sebastian) – Regie: Lothar Müthel (Schlosspark Theater Berlin)
- 1949: Walter Erich Schäfer: Nach der Verschwörung (Graf Loy) – Regie: Boleslaw Barlog (Schlosspark Theater Berlin)

### Regisseur
- 1956: Leopold Ahlsen: Philemon und Baukis (Schlosspark Theater Berlin)